# Ignacy Suchecki
Ignacy Suchecki herbu Poraj (zm. w 1803 roku) – stolnik czernihowski w 1754 roku, pułkownik powiatu piotrkowskiego w 1764 roku.
W 1764 roku był elektorem Stanisława Augusta Poniatowskiego z województwa sieradzkiego.